# 大国主の国づくり
大国主の国づくり（おおくにぬしのくにづくり）とは、日本神話での大国主（大己貴命）の葦原中国の国造りのこと。

## 古事記
大国主が出雲の美保岬にいたとき、鵝（蛾の誤りとされる）の皮を丸剥ぎにして衣服とする小さな神が、海の彼方から天の羅摩船（あめのかがみのふね）に乗って現れた。

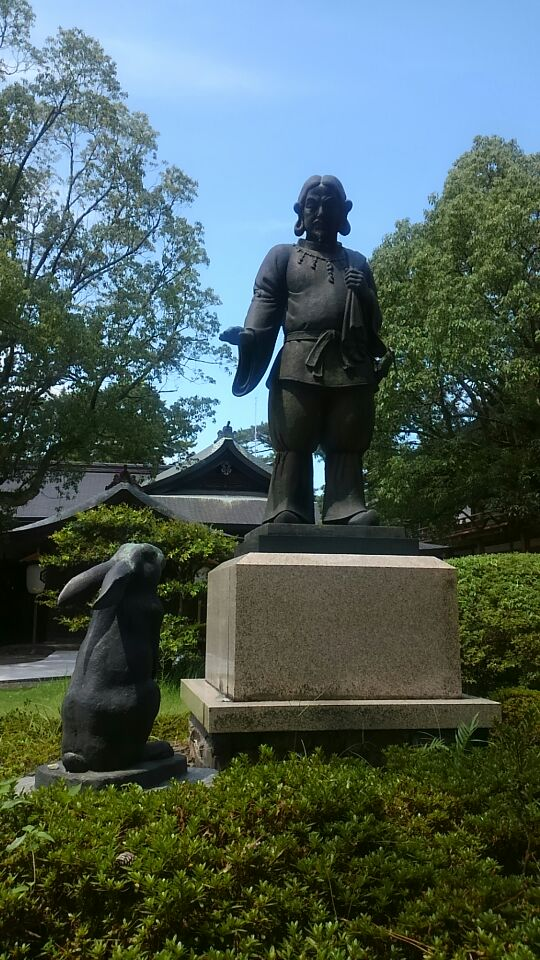
大国主神（出雲大社）

大国主はその小さな神に名を尋ねたが、答えがなく、従者もその名を知らなかった。そこにヒキガエルの多邇具久が現れて、「これは久延毘古（クエビコ）なら知っているでしょう」と言った。久延毘古に尋ねると、「その神は神産巣日神の御子の少名毘古那神である」と答えた。
久延毘古は山田のかかしで、歩行できないが、天下のことは何でも知っている神である。
神産巣日神は少名毘古那を自分の子と認め、少名毘古那に大国主と一緒に国造りをするように言った。大国主と少名毘古那は協力して葦原中国の国造りを行った。その後、少名毘古那は常世に去った。
大国主は、「これから一人でどうやって国を造れば良いのか」と言った。その時、海を照らしてやって来る神がいた。
その神は、「我は汝の幸魂奇魂（さきみたまくしみたま）である。丁重に私を祀れば、国造りに協力しよう」と言った。どう祀るのかと問うと、大和国の東の山の上に祀るよう答えた。この神は現在御諸山（三輪山）に鎮座する神（大物主）である。

## 日本書紀
『日本書紀』第八段 一書第六に、「大己貴命（おおあなむち）と少彦名命（すくなひこな）は協力して天下（あめのした）を営んだ。この世の人々や家畜のために、病の治療法を定め、鳥獣や昆虫の害を攘（はら）う為に、禁（とど）め厭（はら）う法（禁厭＝呪（まじな）い）を定めた。以来人々はみなその恩恵を蒙（こうむ）っている」とあり、まず2神を医薬神・農耕神として解説する。
続いて大己貴命は少彦名命に、「我らの造りし国は善く成せりと言えるか」と語った。少彦名命は、「成せる有れば、成らざるも有り」と答え、この会話の後、少彦名命は熊野の御碕（みさき）にて、「遂に常世郷（とこよのくに）に適（いでま）しき。」または、「淡嶋（あわのしま）に行き、粟莖（あわがら）に上ったところ、彈（はじ）かれ常世郷に渡り着いたとも言う」とあり、『古事記』より細かい描写がなされる。なお、これ以降「大己貴命」が「大己貴神」と敬称が変わる。
その後、国の中の未完成な所を、大己貴神は一人で能（よ）く巡り造り、そして出雲国に到る。言葉に出して、「そもそも葦原中国は最初より、荒芒（あら）びたり。岩や草木に至るまでことごとく能（よ）く強く暴（あら）し。しかし私が摧（くだ）き伏せ、和順（まつろ）わざる（従わない者）莫（な）し」と言った。そして続けて、「今この国を理（おさ）むるは私一身（ひとり）だけだ。私とともに天下を理むべき者は、果たしているか」と言ったとある。
『古事記』とは違い、少彦名命が常世郷に渡った後に、大己貴命は単身で葦原中国の国造りを行っている。その後は『古事記』と同様に、輝く幸魂奇魂と遭遇する。その神が大三輪（おおみわ）の神なりとある。
最後に少彦名命と遭遇するシーンとなり、初め大己貴神が国を平げ出雲国の五十狹狹（いささ）の小汀（おはま）で飲食しようとした時、海上から人の声がした。驚いて探したが、どこにも姿が見えない。しばらくして、「一人の小男（おぐな）が白斂（かがみ）の皮を舟とし、鷦鷯（さざき）の羽を衣として、潮水（うしお）の隨（まにま）に浮かんでやって来た」とあり、『古事記』とは描写が異なる。
そして、大己貴神が掌に取り置きて玩（もてあそ）ぶと、飛び跳ねてその頬を突いた（もしくはかじった）。そこでその物色（かたち）を奇妙に思い、使を遣わし天神（あまつかみ）に報告した。すると、高皇産霊尊（たかみむすひ）が、「私が産んだ子は一千五百柱もいるが、その中の一人はとても悪く（わがまま・やんちゃ）て教えに従わなかった。指の間から漏れ落ちたのが、きっと彼だろう。宜しく愛でてこれを養（ひた）せ」と答えたとあり、これが少彦名命であるとある。
『古事記』と大きく違うのが、神皇産霊尊の子でなく高皇産霊尊の子となる事と、久延毘古は存在しない事である。